# La febbre del successo (Il cantante di jazz)
La febbre del successo (Il cantante di jazz) (The Jazz Singer) è un film del 1980 diretto da Richard Fleischer.
È conosciuto anche solo come Il cantante di jazz, mentre è uscito in VHS col titolo The Jazz Singer - La febbre del successo.